# Zbuzany
Zbuzany település Csehországban, Nyugat-prágai járásban. Zbuzany Choteč, Prága, Dobříč, Chýnice, Jinočany és Ořech településekkel határos. Lakosainak száma 1445 fő (2024. január 1.).

## Népesség
A település lakosságának változását az alábbi diagram mutatja:
| Lakosok száma | 215  | 234  | 312  | 575  | 633  | 630  | 1298 | 1304 | 1355 | 1445 |
|               | 1869 | 1890 | 1921 | 1950 | 1980 | 2001 | 2017 | 2019 | 2022 | 2024 |